# Чачка
Чачка́ (тат. Чәчкә) — деревня в Агрызском районе Республики Татарстан России. Входит в состав Азёвского сельского поселения.

## История
Деревня основана в начале 1920-х годов. С 1930 года — в Красноборском районе, с 1960 года — в составе Агрызского района Татарстана.

## География
Деревня Чачка находится в северо-восточной части Татарстана, на расстоянии 89 км по автодорогам к югу от города Агрыз и на расстоянии 5 км по автодорогам к юго-западу от центра поселения, у речки Панеда.

## Население
| 2002 | 2010 | 2021 |
| ---- | ---- | ---- |
| 14   | ↘2   | ↗7   |

| 1922 | 1926 | 1938 | 1949 | 1958 | 1970 | 1989 | 2002 | 2010 |
| ---- | ---- | ---- | ---- | ---- | ---- | ---- | ---- | ---- |
| 92   | 129  | 157  | 138  | 112  | 65   | 11   | 14   | 3    |

Национальный состав
Согласно результатам переписи 2002 года, в национальной структуре населения татары составили 86 %.

## Инфраструктура
Объекты инфраструктуры в деревне отсутствуют.

## Улицы
В деревне единственная улица — Лесная.